# Podor

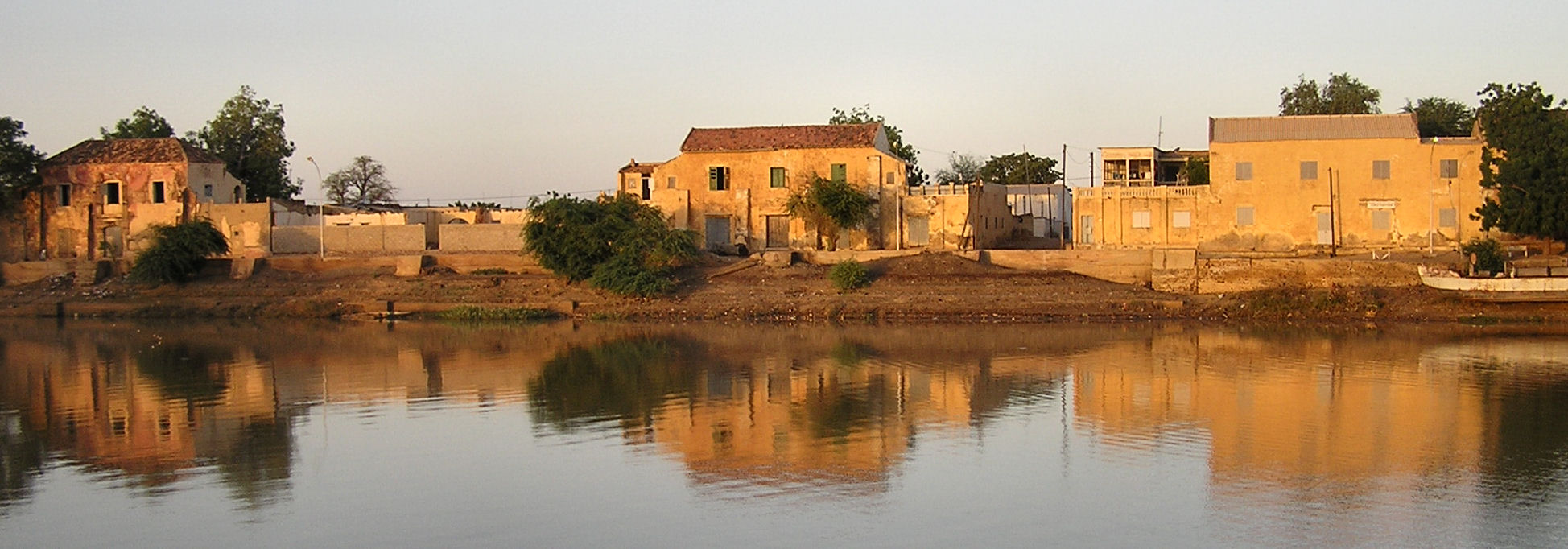
Parti av Podor längs Senegalfloden.

Podor är en stad i norra Senegal och är belägen vid Senegalfloden vid gränsen mot Mauretanien. Den ligger i regionen Saint-Louis och hade 11 608 invånare vid folkräkningen 2013.